# Madagaszkári folyamteknős
A madagaszkári folyamteknős (Erymnochelys madagascariensis) a hüllők (Reptilia) osztályába, a teknősök (Testudines) rendjébe és a sisakteknősfélék (Pelomedusidae) családjába tartozó Erymnochelys nem egyetlen faja.

## Előfordulása
Madagaszkár területén honos.

## Megjelenése
Páncélja 43-44 centiméter.